# Жан д'Арас
Жан д'Арас (на френски: Jean d'Arras) е френски писател от XІV век.

## Биография и творчество
Жан д'Арас е роден в Камбре, Франция. За него се знае малко. Бил е от свитата на херцога Жан дьо Бери и вероятно работи при него. Преподавал е философия в Дуай и теология в Сен Омер.
През 1392-1394 г., по молба на херцога Жан дьо Бери и сестра му Мария Френска, дукесата на Бар, пише романа „Феята Мелюзина“, с която е известен.
Феята Мелюзина идва от келтските и средновековни легенди като дух на свежата вода в изворите и реките. Изобразява се като жена-змия или жена-риба, понякога с крила и две опашки, форма в която се появява веднъж седмично в събота. Омъжва се за смъртен като му поставя условие никога да не вижда истинския ѝ образ, а ако това се случи го изоставя. Счита се за покровителка на рода Лузинян. Романът пресъздава историята на принца Раймондин и съпругата му Мелюзина.
Заедно с Антоан дьо Вал и Фукуарт де Камбрей правят сборника с истории „L'Évangile des quenouilles“ (Евангелието на въртележките). Той представлява разкази на група от дами при тяхното предене. Сборникът хвърля светлина върху средновековните нрави и фолклора, понякога дълбоко погребан под слоевете християнство.
Жан д'Арас умира в Монс.

## Произведения
- Le roman de Mélusine ou l'histoire de Lusignan (1392 – 1394 г., първо печатно издание през 1478 г.)
Феята Мелюзина, изд.: „Отечество“, София (1987), прев. Павлина Райнова